# 대한민국 헌법 제10조
대한민국 헌법 제10조는 인간 존엄성과 행복 추구권을 보장해야 한다고 천명한 대한민국 헌법의 조항이다.

## 본문
1. 모든 국민은 인간으로서의 존엄과 가치를 가지며, 행복을 추구할 권리를 가진다. 
2. 국가는 개인이 가지는 불가침의 기본적 인권을 확인하고 이를 보장할 의무를 진다.

## 참조조문
헌법 제37조 ① 국민의 자유와 권리는 헌법에 열거되지 아니한 이유로 경시되지 아니한다.
②국민의 모든 자유와 권리는 국가안전보장ㆍ질서유지 또는 공공복리를 위하여 필요한 경우에 한하여 법률로써 제한할 수 있으며, 제한하는 경우에도 자유와 권리의 본질적인 내용을 침해할 수 없다.

## 내용
- 인간의 존엄과 가치
- 행복추구권
- 기본적 인권의 보장

## 주요 판례

### 인간의 존엄과 가치
- 대한민국의 헌법재판소는 접견불허처분 등 위헌확인 소송에서 금치 처분을 받은 수형자에 대하여 금치 기간 중 운동을 금지하는 행형법시행령 제145조 제2항 중 운동 부분이 수형자의 인간의 존엄과 가치, 신체의 자유 등을 침해하는지의 여부에 대하여 다음과 같이 판시하였다.[1]

수형자가 규율 위반을 한 경우에, 교도소의 안전과 질서를 유지하기 위해서는 징벌을 부과하여 일반 수형자에 비하여 더 강한 기본권의 제한을 하는 것은 불가피하다.

그러나 헌법 제10조에서 “모든 국민은 인간으로서의 존엄과 가치를 가지며, 행복을 추구할 권리를 가진다”라고 천명하고 있다. 이는 우리 헌법이 보장하고 있는 모든 기본권의 이념적 기초일 뿐 아니라 그 종국적 목적임을 엄숙히 확인하는 것이라 아니할 수 없다. 이는 비록 자유형 수형자, 그 중에서도 규율을 위반하여 금치 처분을 받은 수형자라고 하여도, 우리와 같은 인간으로서 가지는 기본적인 존엄과 가치를 훼손할 수 없다는 의미를 내포한 것이다. 우리나라가 가입되어 있는 시민적 및 정치적 권리에 관한 국제규약(이른바 B규약) 제10조에서 “자유를 박탈당한 모든 사람은 인도적으로 또한 인간의 고유한 존엄성을 존중하여 취급되어야 한다”고 규정하고, 제7조에서 “가혹한, 비인도적인 또는 모욕적인 처우나 형벌”의 금지규정을 두고 있는 것은 바로 이와 같은 인간에 대한 기본적 권위를 존중하는 보편적 정신의 제도적 발현이라 할 것이다.

(중략)

아무리 가장 중한 징벌인 금치 처분을 받은 수형자라고 하여도 인간으로서의 기본적 건강을 유지할 수 없도록 하는 조치를 수인하도록 강요하는 것은 문명국가에서는 이를 수용하기 어려운 비인도적인 징벌이라 아니할 수 없다. 또한 금치 기간의 장단(長短)에 관계없이, 또한 예외의 여지없이 금치 처분을 받은 수형자의 운동을 절대적으로 금지하는 것은 지나치게 징벌 집행의 편의만을 위한 조치라고 할 것이다.

그렇다면 금치 처분을 받은 수형자에 대한 절대적인 운동의 금지는 징벌의 목적을 고려하더라도 그 수단과 방법에 있어서 필요한 최소한도의 범위를 벗어난 것이며, 수형자의 헌법 제10조의 인간의 존엄과 가치 및 신체의 안전성이 훼손당하지 아니할 자유를 포함하는 제12조의 신체의 자유를 침해하는 정도에 이르렀다고 판단된다.

- 헌법재판소는 유치장내 화장실설치 및 관리행위 위헌확인 소송에서 유치인으로 하여금 유치실 내 화장실을 사용하도록 강제한 피청구인의 행위가 헌법재판소법 제68조 제1항의 공권력의 행사 또는 불행사에 해당하는지 여부에 대하여 “헌법 제10조에서는 “모든 국민은 인간으로서의 존엄과 가치를 가지며, 행복을 추구할 권리를 가진다”라고 하여 모든 기본권의 종국적 목적이자 기본이념이라 할 수 있는 인간의 존엄과 가치를 규정하고 있는바, 이는 인간의 본질적이고도 고유한 가치로서 모든 경우에 최대한 존중되어야 한다. (중략) 그렇다면, 이 사건 청구인들로 하여금 유치기간 동안 (차폐시설이 불충분하여 신체부위가 노출되고 냄새가 유출되는) 위와 같은 구조의 화장실을 사용하도록 강제한 피청구인의 행위는 인간으로서의 기본적 품위를 유지할 수 없도록 하는 것으로서, 수인하기 어려운 정도라고 보여지므로 전체적으로 볼 때 비인도적ㆍ굴욕적일 뿐만 아니라 동시에 비록 건강을 침해할 정도는 아니라고 할지라도 헌법 제10조의 인간의 존엄과 가치로부터 유래하는 인격권을 침해하는 정도에 이르렀다고 판단된다.”고 판시하였다.[2]

### 인격권
성명, 명예, 초상 등과 같이 개인의 고유한 인격적 가치를 형성, 실현하고 이에 대해 침해를 받지 않을 권리를 말한다.

## 비교 헌법 조문
일본국 헌법 제12조(자유,권리의 보장의무, 남용의 금지, 이용의 책임) 모든 이 헌법이 국민에게 보장하는 자유 및 권리는 국민의 부단한 노력에 의하여 이를 보지하여야 한다. 또한 국민은 이를 남용하여서는 아니 되며, 항상 공공 복지를 위하여 이를 이용할 책임을 진다.

일본국 헌법 제13조(개인의 존중, 생명,자유,행복추구 권리의 존중) 모든 국민은 개인으로서 존중받는다. 생명, 자유 및 행복 추구에 대한 국민의 권리에 대하여는 공공의 복지에 반하지 아니하는 한 입법 그 외 국정상에서 최대의 존중을 필요로 한다.

## 같이 보기
- 대한민국 헌법 제2장
- 대한민국 헌법 제37조
- 헌법재판소법
- 행정소송법
- 국가인권위원회법
- 국제인권법
- 법률구조법
- 법률유보

## 참고문헌
- 이세주. (2022). 헌법 제10조 인간의 존엄과 가치의 성격에 대한 고찰 – 헌법재판소의 관련 결정에 대한 검토를 중심으로 –. 헌법학연구, 28(2), 139-182.
- 이세주. (2022). 헌법 제10조 인간의 존엄과 가치에서 도출되는 개별기본권의 근거와 보호영역에 대한 고찰- 헌법재판소의 관련 결정에 대한 검토를 중심으로 -. 고려법학,(106), 1-46.
- 박선영. (2016). 개인의 존엄과 이혼에 관한 비교법적 고찰- 헌법 제10조와 제36조 제1항의 관점에서 본 대법원판례(2013므568)와 EU국가의 입법을 중심으로 -. 유럽헌법연구,(20), 75-110.
- 표명환. (2011). 헌법 제10조 제2문의 불가침의 기본적 인권을 확인하고 보장할 국가의 의무. 토지공법연구, 53, 331-353.
- 한수웅. (2007). 헌법 제10조의 인간의 존엄성. 헌법학연구, 13(2), 237-271.